# CloudStore
CloudStore (ранее известная как kosmosfs) — распределённая файловая система, аналогичная Google File System, реализованная на C++. Разработана компанией @WalmartLabs (ранее Kosmix). Эта файловая система идёт в параллель с проектом Hadoop, реализованным на Java. kosmosfs обеспечивает целостность данных за счёт подсчёта контрольных сумм и репликации, поддерживает масштабирование и контроль соединения с клиентом. Имеет биндинги для C++, Java и Python. Реализован FUSE-модуль, позволяющий монтировать файловую систему под ОС Linux.
В настоящее время публикуется под лицензией Apache версии 2.0.